# فيكتور عمانوئيل أندرسون
فيكتور عمانوئيل اندرسون (بالإنجليزية Victor Emanuel Anderson) وهو سياسي أمريكي ينتمي إلى الحزب الجمهوري ولد فيكتور عمانوئيل اندرسون في 30 أذار - مارس من سنة 1902 في ولاية نبراسكا خدم اندرسون في مجلس شيوخ ولاية نبراسكا ما بين عامي 1949 إلى عام 1950 بعدها شغل فيكتور عمانوئيل اندرسون منصب عمدة مدينة لينكون، نبراسكا ما بين عامي 1950 إلى عام 1953. شغل اندرسون منصب حاكم على ولاية نبراسكا في عام 1955 وقد شغل اندرسون منصبه كحاكم على الولاية إلى سنة 1959. توفي فيكتور عمانوئيل اندرسون في 15 آب - أغسطس من سنة 1962.